# Episodi di Nymphs
La prima stagione ed unica della serie televisiva Nymphs, composta da dodici episodi, è stata trasmessa in anteprima mondiale, in Italia, dal 29 ottobre al 17 dicembre 2013 su Sky Uno.
In Finlandia, paese di origine della serie, è andata in onda dal 24 marzo al 9 giugno 2014 da MTV3.
| nº | Titolo originale      | Titolo italiano            | Prima TV Finlandia | Prima TV Italia  |
| -- | --------------------- | -------------------------- | ------------------ | ---------------- |
| 1  | Täysikuu              | Luna piena                 | 24 marzo 2014      | 29 ottobre 2013  |
| 2  | Hunajamehiläiset      | Le api e il polline        | 31 marzo 2014      | 29 ottobre 2013  |
| 3  | Solmu                 | Il nodo                    | 7 aprile 2014      | 5 novembre 2013  |
| 4  | Quid Pro Quo          | Quid pro quo               | 14 aprile 2014     | 5 novembre 2013  |
| 5  | Pako                  | La fuga                    | 21 aprile 2014     | 12 novembre 2013 |
| 6  | Parannuskeino         | Il rimedio                 | 28 aprile 2014     | 12 novembre 2013 |
| 7  | Oireita               | Sintomi                    | 5 maggio 2014      | 19 novembre 2013 |
| 8  | Montpellierin legenda | La leggenda di Montpellier | 12 maggio 2014     | 26 novembre 2013 |
| 9  | Kultainen häkki       | La gabbia d'oro            | 19 maggio 2014     | 3 dicembre 2013  |
| 10 | Velanidia             | Velanidia                  | 26 maggio 2014     | 10 dicembre 2013 |
| 11 | Hohdeaika             | Periodo di luce            | 2 giugno 2014      | 17 dicembre 2013 |
| 12 | Kuunpimennys          | L'eclissi                  | 9 giugno 2014      | 17 dicembre 2013 |